# Sadegh Sharafkandi
Sadegh Sharafkandi (Bukan, 11 gennaio 1938 – Berlino, 17 settembre 1992) è stato un attivista iraniano, segretario del Partito Democratico del Kurdistan Iraniano ucciso a Berlino da agenti iraniani.

## Biografia
Sharafkandi nacque a Taragha, un villaggio a Bukan nel Azerbaigian Occidentale, l'11 gennaio 1938. Laureatosi in chimica, ricevette una borsa di studio all'Università di Parigi VI, in Francia, dove finalizzò il suo dottorato in chimica analitica nel 1976. Qui conobbe Abdul Rahman Ghassemlou, e decise di unirsi al PDKI.
Dopo la rivoluzione del '79, Sharafkandi salì le gerarchie del partito, e rappresentò il partito nella capitale, Teheran, fino alla decisione di rendere illegale il partito da parte del nuovo regime.
Dopo la morte di Ghassemlou venne eletto segretario generale del partito.

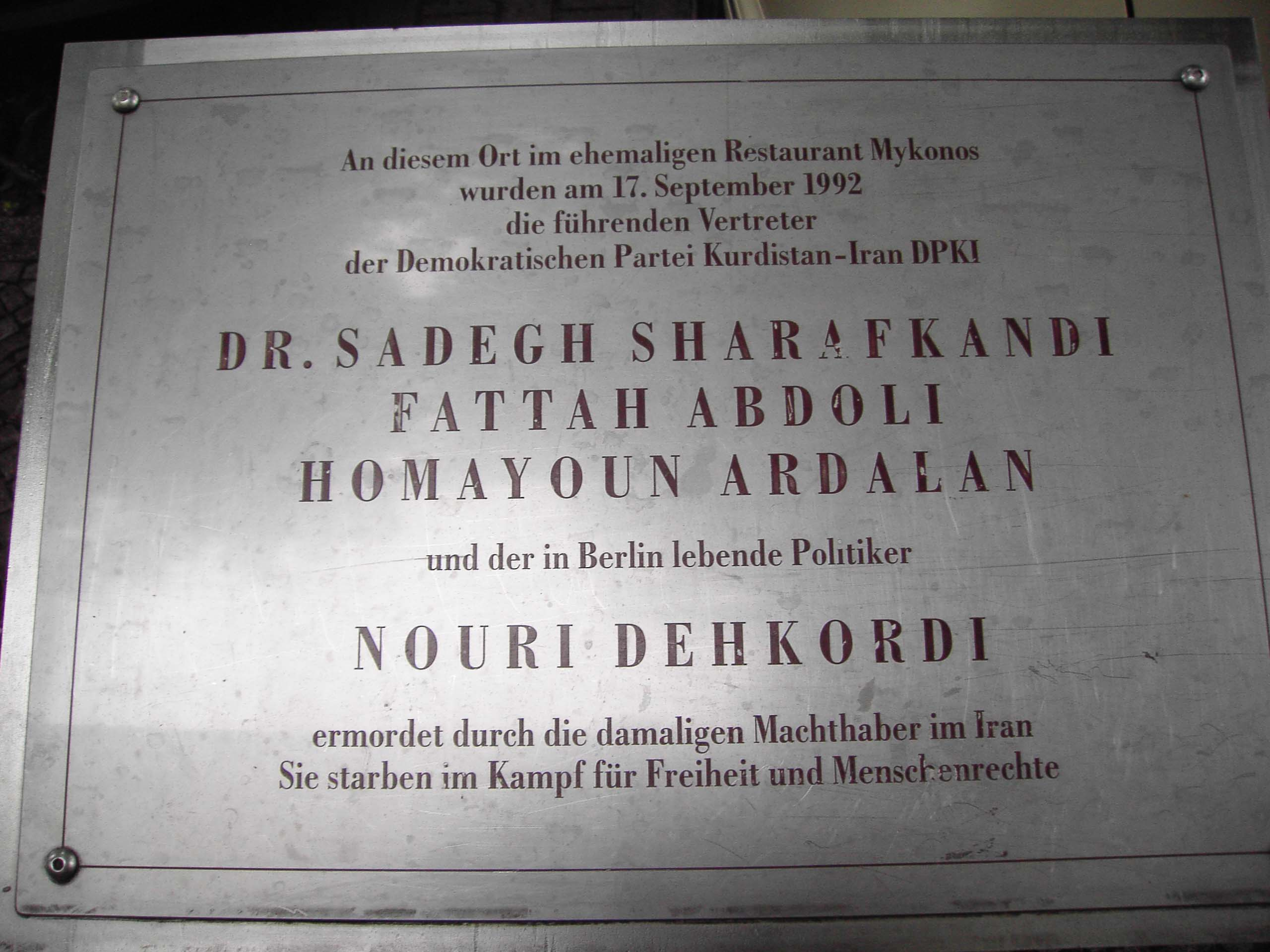
La targa commemorativa contro cui si è scagliato Mahmoud Ahmadinejad.

Raggiunta Berlino per partecipare al 15º congresso dell'Internazionale Socialista, la sera del 17 settembre incontrò i membri dell'opposizione iraniana nel ristorante Mykonos nel quartiere Wilmersdorf di Berlino.
Agenti iraniani, in collaborazione con Hezbollah, irruppero nel ristorante e assassinarono Sharafkandi, Fattah Abdoli, Homayoun Ardalan e il traduttore Nouri Dehkordi.
Mona Sahlin, leader del Partito Socialdemocratico dei Lavoratori di Svezia, disse al quotidiano svedese Expressen che il Sharafkandi aveva invitato lei e Ingvar Carlsson alla cena.
Il presidente iraniano Mahmoud Ahmadinejad (allora sindaco di Teheran) ammonì il sindaco di Berlino Klaus Wowereit, affermando che la targa commemorativa in memoria di Sharafkandi offendeva l'Iran.